# Ołbyn
Ołbyn (ukr. Олбин) – wieś na Ukrainie, w obwodzie czernihowskim, w rejonie czernihowskim, w hromadzie Kipti. W 2001 liczyła 311 mieszkańców, spośród których 306 wskazało jako ojczysty język ukraiński, a 5 rosyjski, 1 bułgarski, 1 białoruski, 1 gagauski, a 1 inny.